# Біленький-Березинський Антон Антонович
Анто́н Анто́нович Біле́нький-Берези́нський (нар. 1897, м. Львів — пом. 1938, м. Омськ, РРФСР — нині Російська Федерація) — культурно-політичний діяч, агент НКВД.
Жертва більшовицького терору.

## Життєпис
Народився у Львові, 18-річним юнаком вступив до Соціал-демократичної партії Австрії (1915). Згодом перебував у КПЗУ (1920). Здобув вищу освіту. У 1927—1928 роках завідував партійним видавництвом, друкарнею, архівом та касою, був технічним секретарем політбюро ЦК КПЗУ (м. Данциґ, нині Ґданськ, Польща).
Переїхавши у червні 1928-го до Харкова, вступив до КП(б)У. Працював директором видавництва «Рух», від 1930 р. — заступником, а потім і керівником «УРЕ».
1 січня 1933-го ув'язнений за підозрою у причетності до УВО. У березні партколегія ЦКК КП(б)У ухвалила виключити Біленького-Березинського з партії, а 23 вересня 1933-го колишнього керівника «УРЕ» засуджено на 10 років виправно-трудових таборів. Як і його дружина Штейн (була залучена до негласного співробітництва з органами НКВС під обіцянку останніх звільнити її чоловіка) та деякі інші агенти-провокатори, подавав неправдиві свідчення про так звані терористичні антирадянські організації, внаслідок чого було знищено велику кількість українських культурних діячів.
Покарання Біленькому-Березинському з 25 травня 1934-го було відстрочено на 6 місяців «у зв'язку з хворобою», його відпущено на підписку про невиїзд. Коли строк лікування минув, 5 листопада 1934-го Біленького-Березинського арештували знову. Окрема нарада при НКВС СРСР 14 жовтня 1935 р. через хворобу звільнила його достроково. Решту строку відбував на засланні в Омську, вчителював у м. Ішим. Там, бувши негласним помічником чекістів, так само свідомо подавав фальшиві матеріали. Ув'язнений 20 лютого 1937-го й 27 червня 1938-го трійка обласного управління УНКВС СРСР ухвалила — Біленького-Березинського розстріляти «за постачання провокативних матеріалів».
У 1937—1938 роках були репресовані також чекісти Сергій Пустовойтов і Семен Долинський-Глазберг, що працювали з цим та деякими іншими агентами-провокаторами (серед останніх відомий, зокрема, вчений-філософ Володимир Юринець). Про зв'язок з НКВС Біленького-Березинського знали, або здогадувалися, деякі в'язні радянських концтаборів.

|  | «Солодуб сказал: «Видно, этому не будет конца» (арештам в Україні. — Авт.). Кроме того, говорил, что его, Солодуба, органы НКВД, арестовав, сделали главным организатором и вождем украинской контрреволюции вместе с неким Биленьким, которого он совсем не знает. Об этом Биленьком Дидушек (в'язень-українець. — Авт.) рассказывает следующее: Биленький был директором издательства украинского «Рух», был арестован, […] во время следствия писал большие показания на украинцев, признавался сам в к-р деятельности, в 1934 г. был освобожден, восстановлен в партии и после этого опять арестован и сидит в Киевской тюрьме, что он, Биленький, всех подговаривает писать лживые показания на себя, что это он делает по указанию органов НКВД, короче говоря, что он занимается провокациями вместе с органами НКВД, что этот Биленький опять будет освобожден». |

## Творчість
Літератор. За свідченням одного з ув'язнених, книжку репресованого в УРСР Павла Христюка про філософські та суспільно-політичні погляди Івана Франка Біленький-Березинський видав під власним іменем. Це не відповідає дійсності, оскільки згадана книжка («Суспільно-політичні твори Івана Франка в світлі його творів та листування. Збірна студія») вийшла без зазначення авторства. Антон Біленький-Березинський згаданий у ній лише як один з редакторів і автор передмови «Від видавництва» обсягом 2,5 сторінки .